# Adagio en sol menor

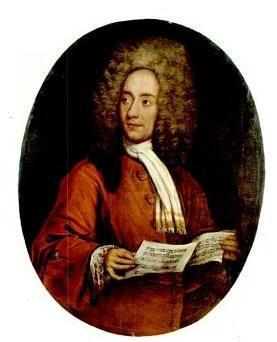
Retrat de Tomaso Albinoni.

L'Adagio per a orquestra de corda i orgue en sol menor va ser compost el 1945 pel musicòleg italià Remo Giazotto (1910-1998) suposadament a partir d'uns fragments d'una obra perduda de Tomaso Albinoni (1671-1751). De fet es va arribar al fet consumat que l'obra ‘rescatada’ per Remo Giazotto va passar a ser coneguda com a «Adagio d'Albinoni» per part del gran públic i es presenta així en molts discs. Sol estar orquestrat per a orquestra de cordes o orgue, encara que de vegades ho està només per a cordes.
L'«Adagio» de Giazotto (obra per a orquestra de cordes i orgue en sol menor), compost el 1945, va ser publicat el 1958 per l'editorial Casa Ricordi amb el títol Adagio in sol minore per archi e organos su due spunti tematici e su un basso numerato di Tomaso Albinoni.
Llavors l'editor va llançar com a argument de venda que l'autor s'havia basat en uns fragments d'un moviment lent d'una sonata a trio de Tomaso Albinoni presumiblement trobats a les ruïnes de la Biblioteca de Dresden després dels bombardejos de la ciutat esdevinguts en la Segona Guerra Mundial. Dit això, mai no es va trobat cap prova seriosa de l'existència d'aquests fragments. Per contra la «Staatsbibliothek Dresden» ha desmentit formalment tenir-les en la seva col·lecció de partitures. El 1992, Giazotti va dir que ja va rebre el document el 1940, doncs abans la guerra, en una sèrie de còpies que biblioteques alemanys li havian enviat quan treballava en el catàleg de les obres d'Albinoni. Certs consideren l'obra com una mena d'engany musical, tot i que Giazotto en la introducció sempre ha sigut clar que ell n'era el compositor. A més, no menciona el ‘fragment’ en el catàleg de les obres d'Albinoni. En els documents que la musicòloga Muska Mangano, la seva darrera assistent, va trobar després de la seva mort, hi hauria hagut una foto d'aquest ‘fragment’ misteriós, però no se'n sap gaire més.
El tema d'aquest adagio ostenta similituds amb el principi del tema de l'adagio sostenuto del primer Trio, opus 33, per a piano, violí i violoncel de Louise Farrenc, datat el 1841.